# Agustín Canobbio
Agustín Canobbio, né le 1er octobre 1998 à Montevideo en Uruguay, est un footballeur international uruguayen qui évolue au poste d'ailier gauche au Fluminense FC.

## Biographie

### En club
Canobbio est formé dans le club du CA Fénix. Il fait ses débuts professionnels le 30 août 2016 face au CA Cerro, une rencontre que son équipe perd sur le score de 0-1. Il inscrit son premier but en pro le 26 août 2017, contre le CA Juventud, en ouvrant le score. Fénix s'impose ce jour-là par deux buts à zéro.
Le 9 janvier 2018, il s'engage en faveur du plus grand club d'Uruguay, le CA Peñarol. Il fait ses débuts en championnat sous ses nouvelles couleurs le 4 février 2018, sur la pelouse du Racing Club de Montevideo. Peñarol remporte le match sur le score de 0-2. Canobbio découvre la Copa Libertadores en disputant sa première rencontre dans cette compétition le 15 mars 2018, face à The Strongest La Paz (défaite 1-0). Le 21 mars suivant, il marque son premier but pour son nouveau club contre le CA Cerro (victoire 0-3 de Peñarol). Il est sacré Champion d'Uruguay en 2018.
Le 30 janvier 2020, libre de tout contrat, il s'engage en faveur du CA Fénix, où il fait son retour.
Le 15 avril 2021, Canobbio fait cette fois son retour au CA Peñarol. Il s'impose alors comme l'un des meilleurs joueurs du club.
Le 30 mars 2022, Agustín Canobbio rejoint le Brésil afin de s'engager en faveur de l'Athletico Paranaense. Il signe un contrat courant jusqu'en décembre 2026.
Canobbio inscrit son premier but pour l'Athletico Paranaense le 19 mai 2022, lors d'un match de Copa Libertadores face aux Paraguayens du Club Libertad. Titulaire, il contribue à la victoire de son équipe ce jour-là (2-0 score final).

### En équipe nationale
Agustín Canobbio joue son premier match avec l'équipe d'Uruguay des moins de 20 ans le 22 janvier 2017, face à l'Argentine. Cette rencontre qui se termine sur un match nul (3-3) rentre dans le cadre du championnat sud-américain des moins de 20 ans 2017. Il est ensuite sélectionné pour participer à la Coupe du monde des moins de 20 ans 2017 qui a lieu en Corée du Sud, où il joue en tout sept matchs, dont six comme titulaire. Il délivre à cette occasion deux passes décisives, contre le Portugal en quart de finale, puis face au Venezuela en demi. L'Uruguay se classe quatrième du mondial.
Le 10 novembre 2022, il est sélectionné par Diego Alonso pour participer à la Coupe du monde 2022.

## Vie privée
Agustín Canobbio est le fils de Osvaldo Canobbio, ancien joueur de football international uruguayen.

## Statistiques

### En sélection nationale
| Saison                | Sélection             | Phases finales        | Phases finales | Phases finales | Phases finales | Éliminatoires CDM | Éliminatoires CDM | Éliminatoires CDM | Matchs amicaux | Matchs amicaux | Matchs amicaux | Total | Total | Total |
| Saison                | Sélection             | Compétition           | M              | B              | Pd             | M                 | B                 | Pd                | M              | B              | Pd             | M     | B     | Pd    |
| --------------------- | --------------------- | --------------------- | -------------- | -------------- | -------------- | ----------------- | ----------------- | ----------------- | -------------- | -------------- | -------------- | ----- | ----- | ----- |
| 2021-2022             | Uruguay               | -                     | -              | -              | -              | 2                 | 0                 | 0                 | -              | -              | -              | 2     | 0     | 0     |
| 2022-2023             | Uruguay               | Coupe du monde 2022   | 1              | 0              | 0              | -                 | -                 | -                 | 4              | 0              | 0              | 5     | 0     | 0     |
| 2023-2024             | Uruguay               | Copa América 2024     | 1              | 0              | 0              | 3                 | 1                 | 0                 | 1              | 0              | 1              | 5     | 1     | 1     |
| Total sur la carrière | Total sur la carrière | Total sur la carrière | 2              | 0              | 0              | 5                 | 1                 | 0                 | 5              | 0              | 1              | 12    | 1     | 1     |

## Palmarès
CA Peñarol
- Champion d'Uruguay en 2018.